# Gare d’Albi-Ville
Gare d'Albi-Ville – stacja kolejowa w Albi, w departamencie Tarn, w regionie Oksytania, we Francji. Znajduje się tu jeszcze druga stacja: Albi-Madeleine, na przeciwległym brzegu Tarn. Stacja Albi-Ville wcześniej nosiła nazwę Albi-Orléans.
Jest stacją Société nationale des chemins de fer français (SNCF). Znajduje się w centrum miasta, na Place Stalingrad, w pobliżu centrum administracyjnego i Uniwersytety Jean-François Champollion.